# Novoselje
Novoselje (cyr. Новосеље) – wieś w Czarnogórze, w gminie Budva. W 2003 roku liczyła 1 mieszkańca.